# Parafia Najświętszego Imienia Maryi w Gaszynie
Parafia Najświętszego Imienia Maryi w Gaszynie – parafia rzymskokatolicka, znajdująca się w archidiecezji częstochowskiej, w dekanacie Wieluń – Najświętszej Maryi Panny Pocieszenia.